# Martin Betz

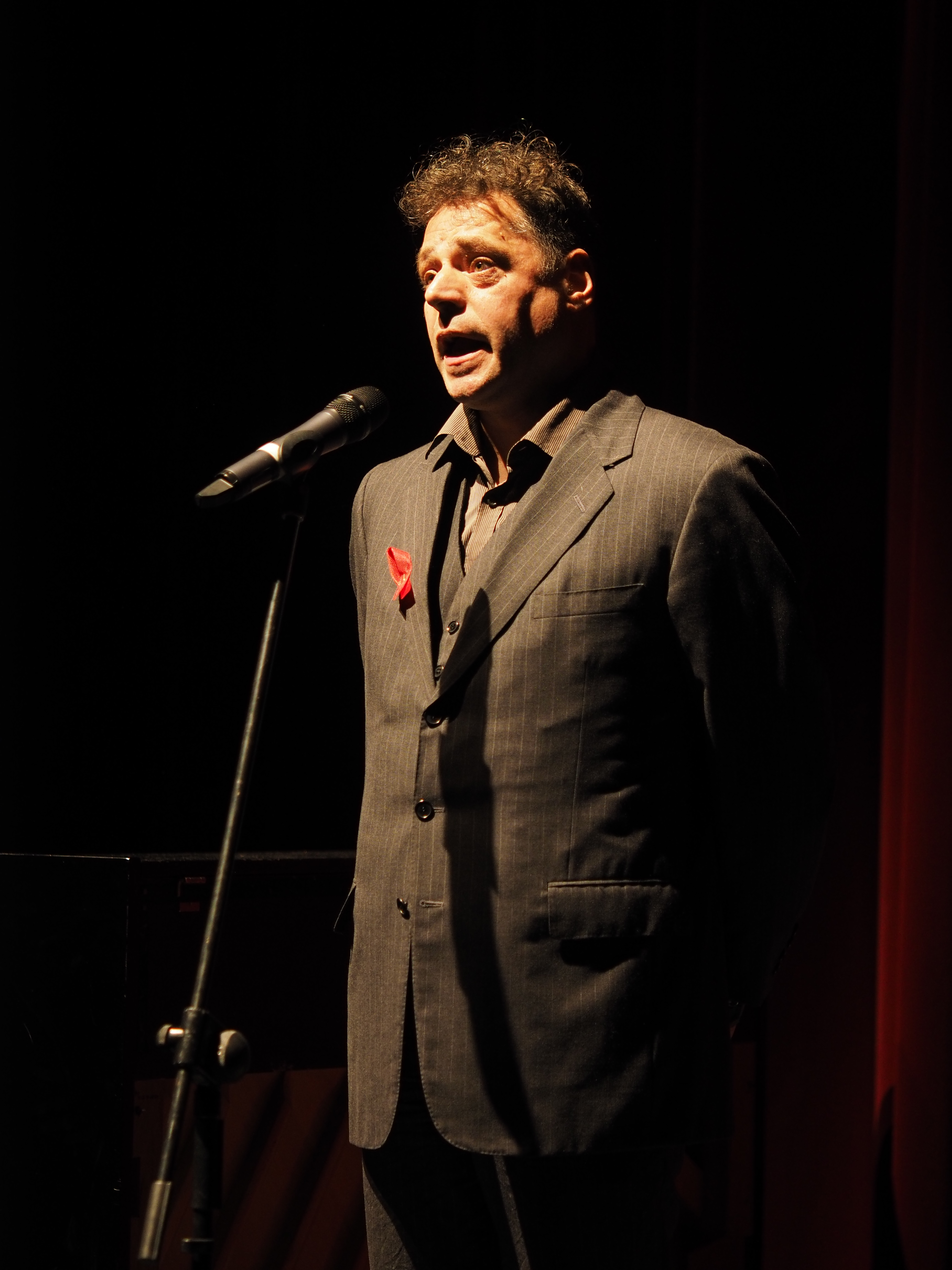
Martin Betz (2017)

Martin Betz (* 17. Juni 1964 in Chicago) ist ein deutscher Kabarettist, Pianist und Autor. Er wohnt derzeit in Rottenburg am Neckar, Ortsteil Ergenzingen.

## Leben
Nach Abitur am Uhland-Gymnasium Tübingen und Zivildienst studierte er Cembalo bei Bradford Tracey, Bob van Asperen und Mitzi Meyerson. Die künstlerische Abschlussprüfung absolvierte er an der HdK Berlin und seinen Magister an der FU Berlin.
Zur Begleitung seiner Chansons verwendet Betz neben dem Klavier verschiedene Mini-Keyboards und Kinderklaviere. Auch gestaltet er Programme, in denen sich gesprochene Betz-Texte mit frühbarocker Cembalomusik abwechseln.
Neben seiner solistischen Tätigkeit agiert er im Duo mit dem Tanz-Comedian Gernot Frischling, in der von Otto Kuhnle geleiteten Kinderinstrumente-Band Die Toyboys
sowie als Mitglied der Lesebühne „Die Dienstagspropheten“.
Seit dem Tod von Christof Stählin (2015) versuchen Betz und sein Kollege Matthias Binner die von Stählin initiierte Liedermacherschule Sago – Mainzer Akademie für Musik und Poesie weiterzuführen.

## Trivia
Betz ist Sohn des Theologen Otto Betz und Vetter des Hirnforschers Heinrich Betz.
Er spielt zwei Cembali aus der Werkstatt von William Jurgenson, deren kleineres eine einzigartige Tastatur aufweist:
Um die mitteltönige Stimmung universal ausführen zu können, verfügt es über 19 Tasten pro Oktave.

## Schriften
- Der Ballonfahrer. Gedichte. Nomen und Omen, Tübingen 1983, ISBN 3-923182-01-5.
- Von Kopf bis Kissen. Gedichte. Nomen und Omen, Hechingen 1992, ISBN 3-923182-05-8.
- Der Bergsee. Erzählung. Rake-Verlag, Rendsburg 1997, ISBN 3-931476-03-0.
- Die Berliner pauschal. Handbuch. Fischer-Taschenbuch-Verlag, Frankfurt am Main 1999, ISBN 3-596-14052-8.

## CDs
- Westalgie. Lieder und Gedichte. 2006.
- Luxuslieder (2010)
- Hohe Lieder für tiefe Stimme (2016)